# Kostel Montparnasse-Plaisance
Kostel Montparnasse-Plaisance (fr. Temple de Montparnasse-Plaisance) je kostel ve 14. obvodu v Paříži na ulici Rue de l'Ouest, který slouží francouzské reformované církvi.

## Historie
Pastor Henry Paumier (1821–1899) v roce 1846 založil a postupně rozvíjel v bývalé obci Vaugirard farnost, chlapeckou a dívčí školu a dívčí sirotčinec. Farnost získala pojmenování Plaisance podle bývalé vesnice. Farnost se v roce 1855 usídlila v domě č. 97 na Rue de l'Ouest. V roce 1864 získala farnost od města povolení postavit na pozemku zakoupeném roku 1860 protestantskou modlitebnu a školu, ale nová budova byla otevřena až v roce 1879.
Dívčí sirotčinec byl posléze přeměněn na studentskou nadaci.

## Architektura
Jméno architekta není známo. Novorománské průčelí na ulici je zdobeno nápisem Église réformée de Plaisance. Chrámová místnost s obnaženou trámovou konstrukcí se nachází v patře. Okna jsou vyplněna vitrážemi z roku 1909. Jejich motivem jsou stylizované a geometrické tvary s mottem reformované církve Post tenebras lux a modernizovaným znamením poháru a kříže obklopených olivovými ratolestmi. V kostele je umístěna kazatelna a novorománské varhany.